# Северный полюс-32
Северный полюс-32 (СП-32) — первая российская научно-исследовательская дрейфующая станция. Открыта 25 апреля 2003 года 12 лет спустя после предыдущей, ещё советской, станции «Северный полюс-31» в 150 километрах от Северного полюса.
Первоначально станция находилась в точке с координатами 87 градусов 52.09 минут северной широты и 147 градусов 14.81 минут восточной долготы.

## Экипаж
Всего в составе экспедиции работало 12 человек:
- Кошелев Владимир Семёнович  —  начальник экспедиции
- Семёнов Валерий Петрович — зам. нач. по общим вопросам
- Висневский Алексей Алексеевич — зам. нач. станции-руководитель научного состава (океанолог, специалист по льду, эколог), в будущем — начальник экспедиций СП-33 и СП-35.
- Кузьмин Сергей Борисович — океанолог
- Арутюнов Андрей Владимирович — метеоролог
- Астахов Максим Петрович — физик-ледоисследователь
- Гузенко Роман Борисович — гидролог
- Карасёв Виктор Фёдорович — начальник радиостанции
- Казунин Михаил Леонардович — повар
- Катраев Юрий Иванович — начальник ДЭС
- Можаев Анатолий Васильевич — механик
- Тышкевич Владимир Евгеньевич — биолог, эколог

## Окончание экспедиции
Эвакуирована 6 марта 2004 года, когда раскололась дрейфующая льдина, на которой размещалась станция, и часть льдины ушла под воду. Все члены экспедиции были вывезены вертолётами Ми-8 и Ми-26. Начальник дрейфующий станции СП-32 Владимир Кошелев сообщил, что научное оборудование и результаты исследований полярников сохранились.

«Научное оборудование спасено полностью. Все компьютеры, диски на месте, а домики, палатки, дизели — это дело наживное»
По итогам экспедиции сформирован банк данных о природе и климате, механизмах взаимодействия океана и атмосферы. Метеосводки со станции «Северный полюс-32» помогали обеспечить бесперебойную навигацию по Северному морскому пути.
Позднее в том же году остатки станции были обнаружены и из экологических соображений разобраны сотрудниками научной экспедиции немецкого Института полярных и морских исследований имени Альфреда Вегенера.